# Jan z Werthu
Hrabě Jan z Werthu (německy: Johann von Werth či Jan von Werth, francouzsky: Jean de Werth; 1591 – 12. září 1652 Benátky nad Jizerou), byl německým generálem kavalérie ve třicetileté válce.

## Životopis
Jan z Werthu se narodil v roce 1591 v Büttgenu ve vévodství Jülich jako nejstarší syn nižšího šlechtice Jana z Wierdtu († 1606) a Elisabeth Streithoven. Měl osm sourozenců. Již jako velmi mladý odešel z domu a stal se žoldnéřem ve valonské jízdě ve španělském Nizozemí. V roce 1622, po obsazení Jülichu, byl povýšen do hodnosti poručíka. V roce 1630 již sloužil jako plukovník kavalérie v bavorské armádě. V roce 1632 získal právo velet vlastnímu pluku, a to jak titulární, tak výkonné a velmi brzy získal pověst rychlého a obávaného velitele kavalérie. Proslavil se ve velké bitvě u Nördlingenu v roce 1634, po níž jej císař jmenoval svobodným říšským knížetem a bavorský kurfiřt ho povýšil do hodnosti polního maršála. Někdy v této době zřejmě doverboval a vyzbrojil svůj vlastní pluk mušketami a meči.
V letech 1635 a 1636 Werth prováděl nájezdy do Lotrinska a Lucemburska, po kterých plánoval tažení do srdce Francie. Počínaje červencem 1636 přes dolní tok Mázy provedl hluboko do Francie a dokonce žádal svého velitele, kardinála Ferdinanda Španělského, aby „vztyčil říšského orla na Louvru“. To se však nestalo. Werthovi jezdci se dostali do Saint-Denis, než je padesátitisícová francouzská armáda v Compiègne donutila ustoupit. Vzpomínka na tento nájezd přetrvala dlouho a jméno „Jean de Wert“ se objevuje v lidových písních a slouží jako bogey k uklidnění neposlušných dětí.
V roce 1637 byl Werth znovu zpátky v údolí Rýna, ničil konvoje, bránil obléhaná města a přepadával nepřátelské tábory. V únoru 1638 porazil výmarská vojska v střetnutí u Rheinfeldenu, ale brzy potom byl zajat Bernhardem Sasko-Výmarským. Jeho šance na výměnu za zajatého švédského polního maršála Gustava Horna vzaly za své, protože Bernhard musel předat svého zajatce Francouzům. Obávaný Jean de Wert byl převezen do Paříže, což způsobilo velkou radost mezi venkovskými lidmi. V pařížské společnosti byl obdivován, dokonce jej ve vězení navštěvovaly urozené dámy. Jeho vězení bylo pouze lehké. Mohl se volně pohybovat a byl vázán pouze svým čestným slovem, že neuteče. Jeho propuštění bylo zdrženo až do března 1642, protože se císařská vláda obávala návratu Gustava Horna do čela švédské armády a nechtěla přistoupit na výměnu.

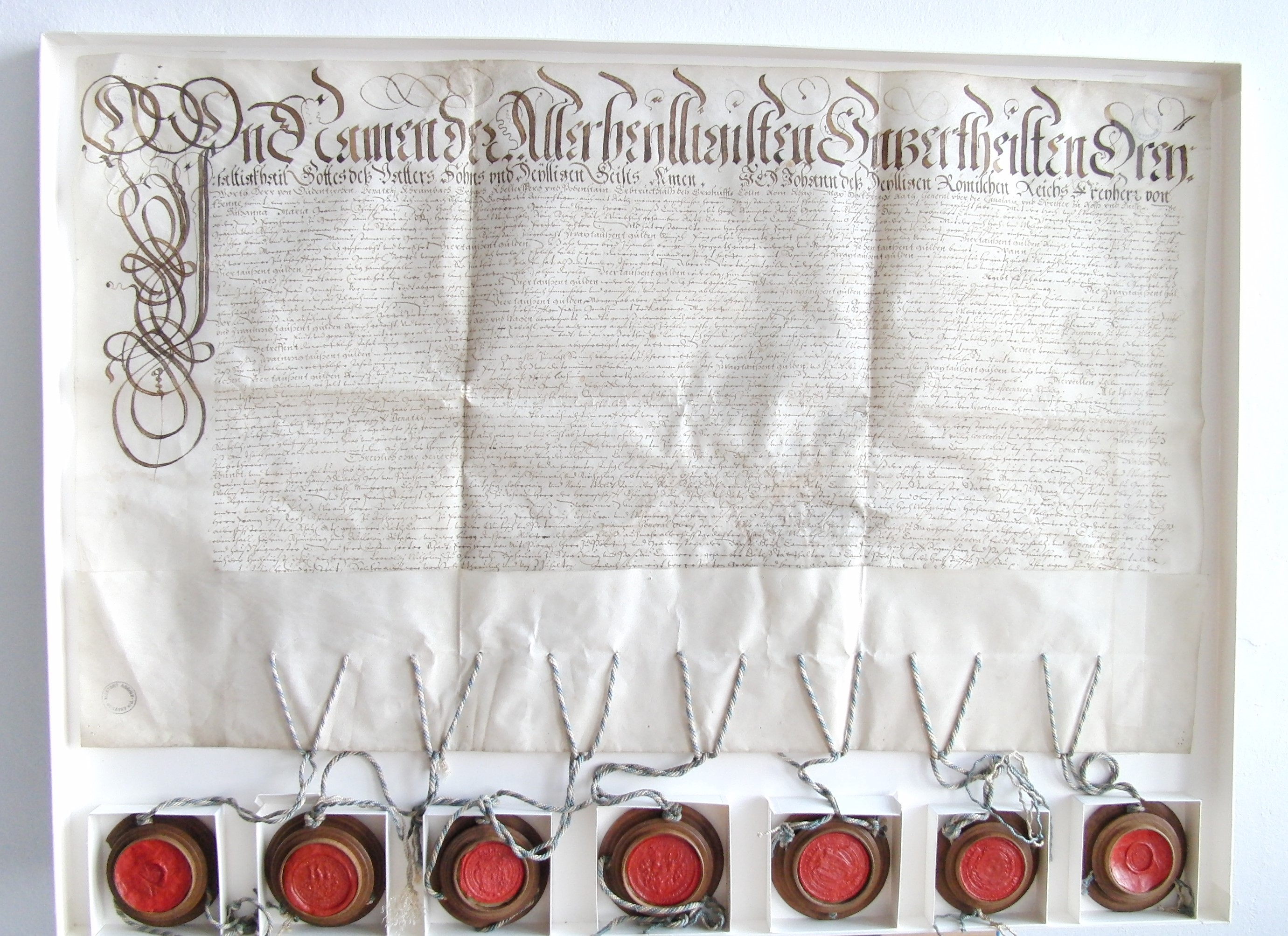
Svatební smlouva Jana z Werthu z roku 1648. (SOkA Mladá Boleslav, fond: Archiv města Nové Benátky - inv. č. 7)

Na vojenské pole se Werth navrátil jako generál kavalérie v bavorských a kolínských službách. Jeho první tažení proti francouzskému maršálovi Guebriantovi se odehrálo bez nějakých zvláštních událostí, ale jeho druhé tažení v roce 1643, ve kterém podléhal velení barona Franze z Mercy, skončila bitvou o Tuttlingen, ve kterém se Werth zasloužil o překvapivé vítězství. V roce 1644 působil v dolním Porýní, ale včas se vrátil do Mercyho štábu, aby mohl bojovat v bitvě u Freiburgu. V následujícím roce hrál rozhodující roli ve druhé bitvě u Nördlingenu. Mercy byl v průběhu této bitvy zabit a Werth dočasně velel poražené armádě, dokud ho nenahradil polní maršál Geleen. Werth byl zklamaný, ale zůstal věrný vojenskému kodexu cti a svůj hněv si vybíjel ve vojenských akcích.
V roce 1647 vypukla rozmíška mezi bavorským kurfiřtem a císařem. Werth se obával, že pokud by kurfiřt zůstal v čele vojsk, mohlo by to mít za následek prohru říše ve válce a porážku katolictví a proto se po dlouhém váhání rozhodl převést své muže do Rakouska. Ti ho ale odmítli následovat a Werth jen s velkými obtížemi unikl před kurfiřtovou pomstou do Rakouska. Císař byl vděčný za projevenou věrnost v této záležitosti a nařídil kurfiřtovi, aby zrušil jeho trest a naopak povýšil Wertha do hraběcího stavu. Poslední válečné tažení třicetileté války v roce 1648 proběhlo klidně a krátce po jejím ukončení odešel Werth do důchodu a žil na statcích, které si koupil v průběhu své vojenské kariéry. Jedním z nich bylo také české panství Benátky nad Jizerou, které mu daroval císař a na kterém zemřel 16. ledna 1652. Pohřben byl v kostele Nanebevzetí Panny Marie v dnešních Starých Benátkách.

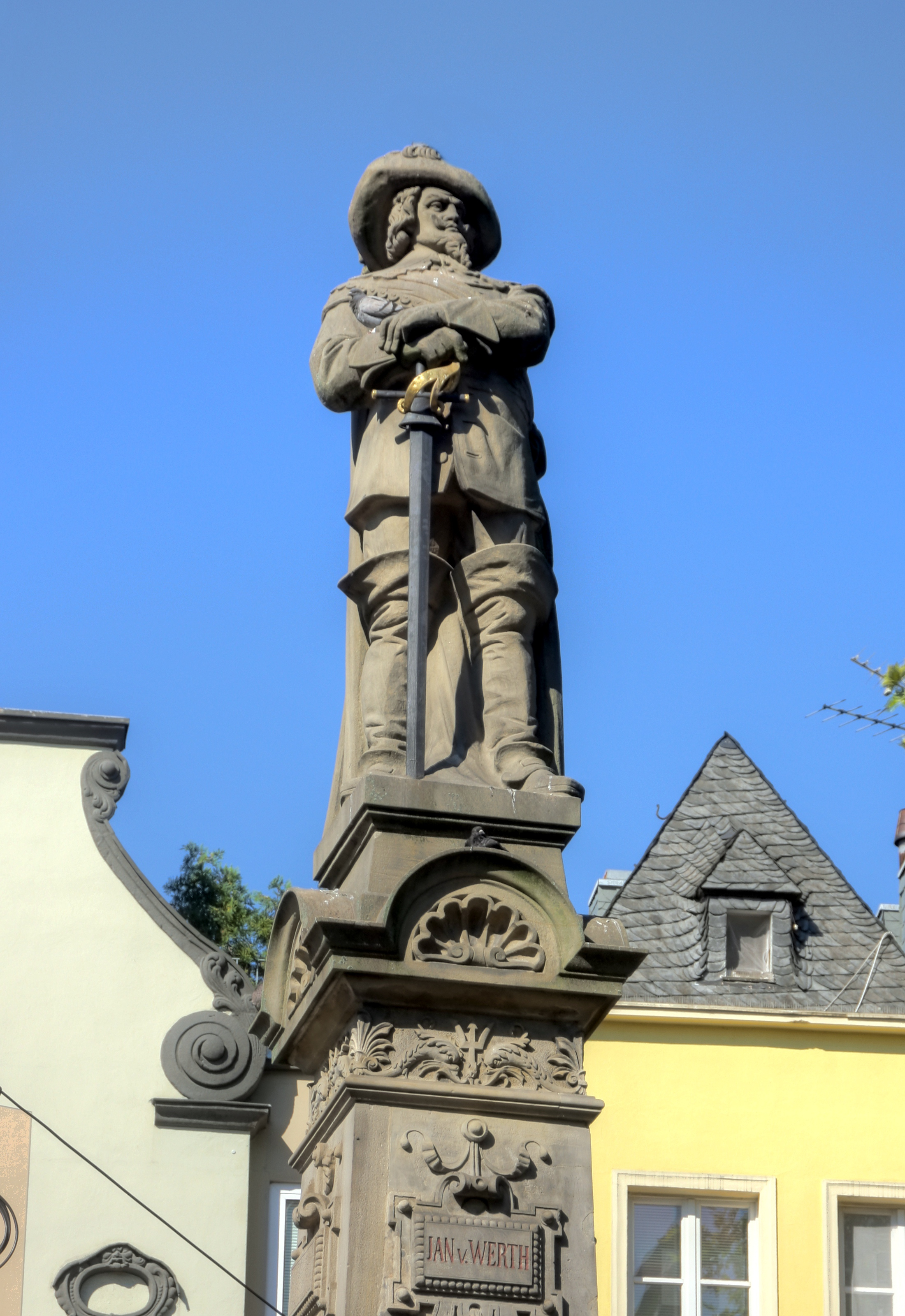
Památník Jana z Werthu v Kolíně nad Rýnem

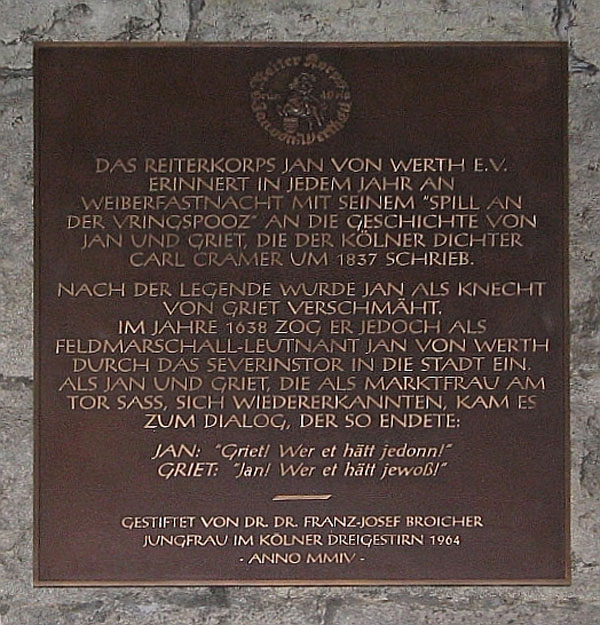
Legenda o Janovi a Griet na bráně sv. Severýna v Kolíně nad Rýnem

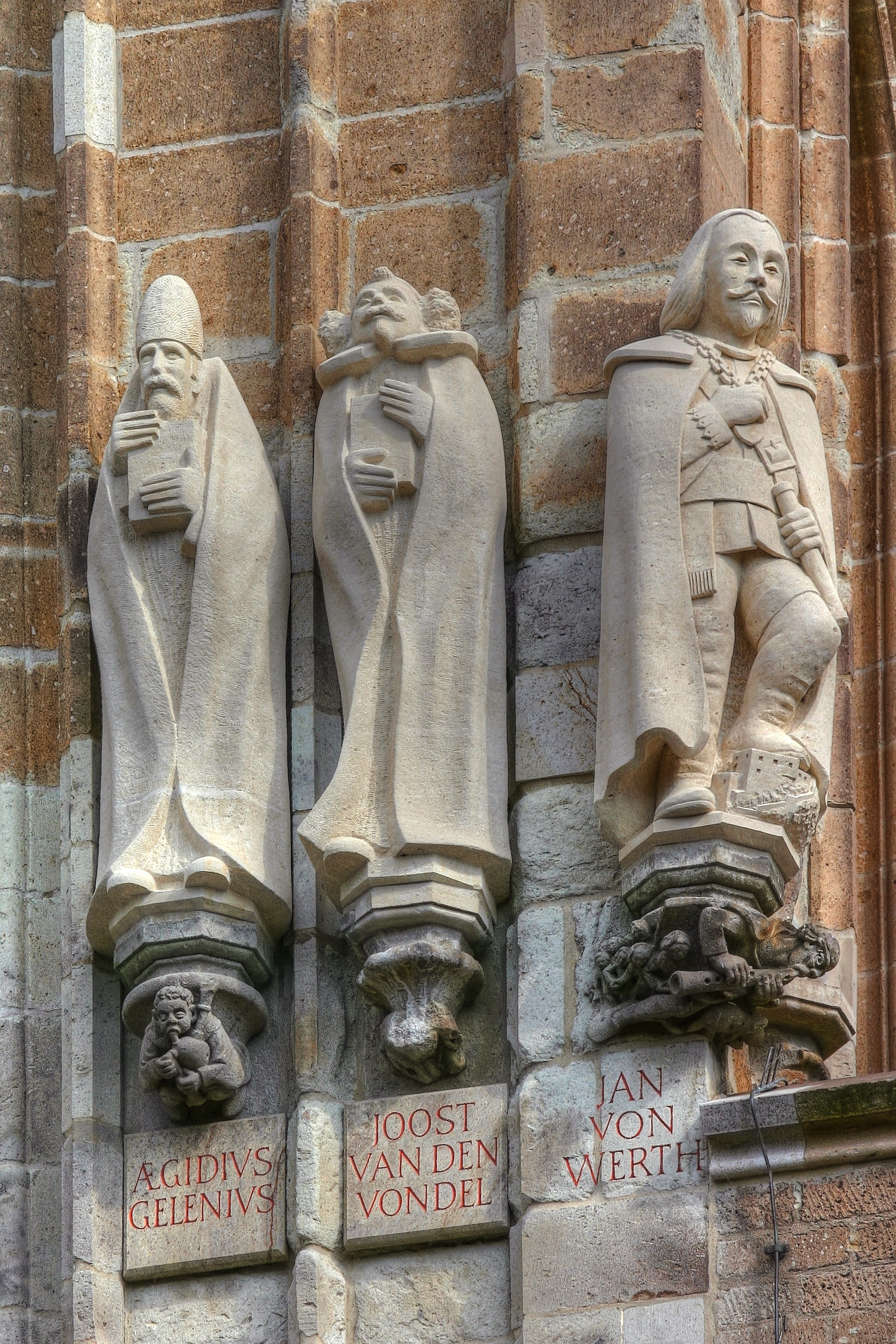
Jan z Werthu (vpravo) mezi sochami (v současné době) 125 nejdůležitějších lidí od roku 64 př. n. l. do roku 1985 n. l. na radnici v Kolíně nad Rýnem

## Legenda o Janovi a Griet
Život Jana z Werthu se stal oblíbenou legendou v Porýní a Kolíně nad Rýnem, která se připomíná při místních karnevalech.
Chudý rolník Jan se zamiloval do Griet, která ale chtěla nějakého bohatšího partnera a odmítla jeho nabídku manželství. Zdrcen jejím odmítnutím narazil na verbíře a nechal se naverbovat do války. Díky tvrdé práci a štěstí se stal generálem a vybojoval několik vítězství. Poté, co obsadil pevnost v Hermannsteinu, vedl svá vítězná vojska do Kolína přes bránu sv. Severýna, když najednou uviděl, jak jeho bývalá láska Griet prodává ovoce na trhu. Griet litovala toho, že odmítla tak úspěšného člověka, a zavolala: „Jane, kdo by si to byl pomyslel?“ na to jí Jan odpověděl: „Griet, to byl ten člověk, který měl!“ a odvrátil se.
Tento příběh má však několik různých verzí, které inspirovaly mnoho písní. Jméno Jana z Werthu se po staletí používá k označení vojenských a rekreačních organizací, zejména střeleckých týmů.